# Irene Miller
Irene Miller (1880 – 1964) è stata una sceneggiatrice e giornalista britannica attiva durante l'epoca del cinema muto. Ha iniziato la sua carriera come giornalista prima di lavorare come sceneggiatrice e alla fine è diventata capo del dipartimento dello studio di Will Barker; in seguito è diventata una pubblicista di studio.

## Filmografia parziale
- The Children of Gibeon (1920)
- The Night Riders (1920)
- Edge O' Beyond (1919)
- The Lamp of Destiny (1919)
- The Life of a London Actress (1919)
- Her Lonely Soldier (1919)
- Jo the Crossing Sweeper (1918)
- On Leave (1918)
- Meg o' the Woods (1918)
- Mrs. Cassell's Profession (1915)